# Statens Serum Institut

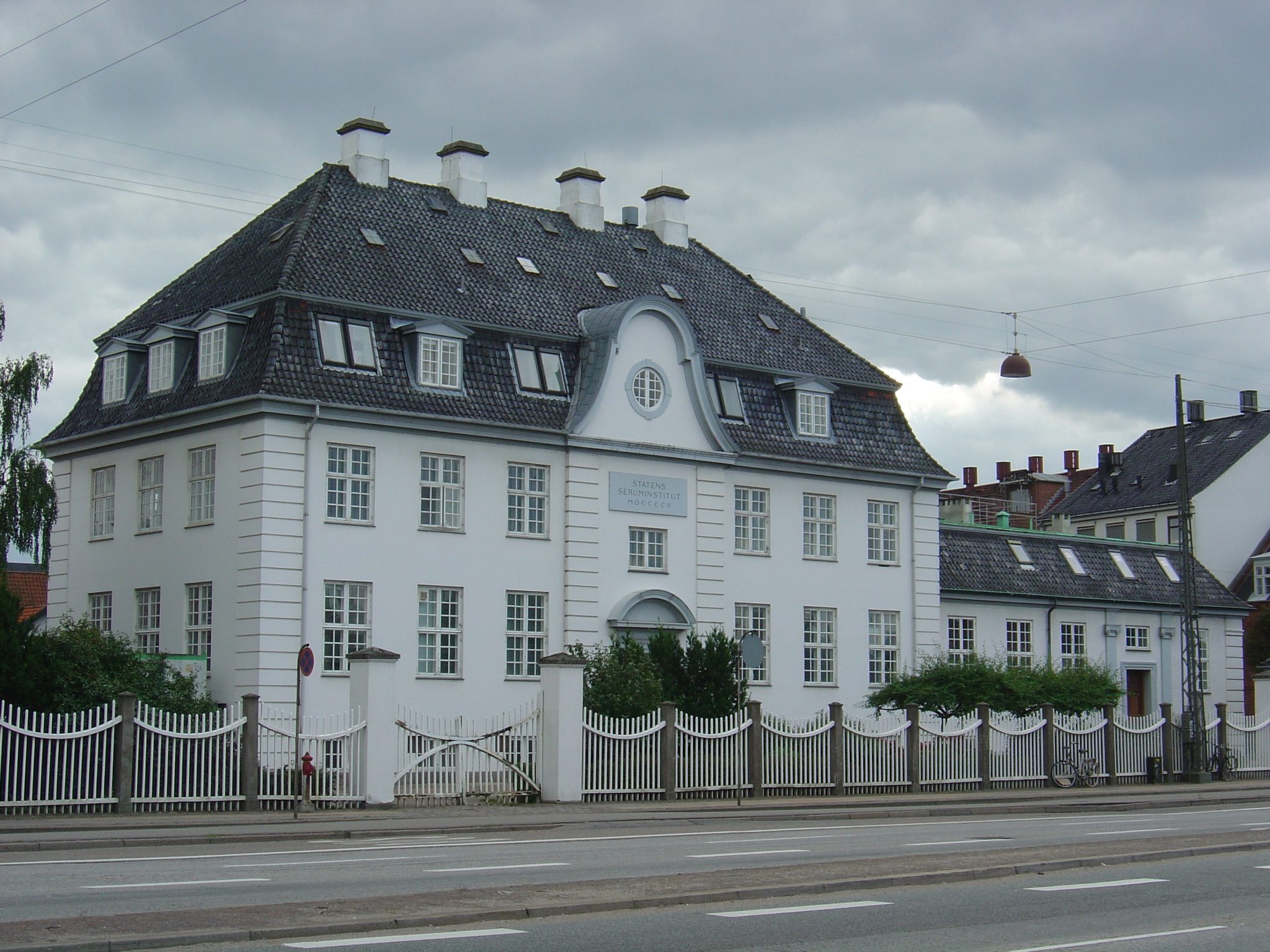
L'edificio principale dell'originario istituto del siero è rappresentato sul logo dell'azienda.

Statens Serum Institut ( SSI, lett. l'Istituto Statale del Siero), è un istituto di ricerca danese situato sull'isola di Amager a Copenaghen. Il suo scopo è combattere e prevenire malattie infettive, malattie congenite e minacce provenienti dalle armi di distruzione di massa.
A gennaio 2017, l'SSI contava circa 700 dipendenti.
Nel passato, oltre alla ricerca epidemiologica, venivano anche sviluppati e prodotti vaccini: questo settore è stato però ceduto ad AJ Vaccines A/S nel gennaio 2017

## Storia
Quando fu fondato nel 1902, l'Istituto aveva sede nelle caserme della strada Artillerivej (dell'Artiglieria). Nel corso del tempo l'Istituto si è andato ingrandendo ed è ora uno dei più grandi istituti di ricerca della Danimarca nel settore sanitario. Il 20% delle attività è dedicato alla ricerca e sviluppo e i fondi danesi e internazionali contribuiscono con circa 100 milioni di corone danesi .
Dal punto di vista amministrativo, lo State Serum Institute fa capo al Ministero della Salute e della Prevenzione.
Il virologo Herdis von Magnus ha diretto il dipartimento per gli  enterovirus dell'Istituto nel 1955 e ha guidato lo sviluppo e la distribuzione del vaccino contro la poliomielite in Danimarca.